# Primera B 2000 (Colombia)
La  Temporada 2000 de la Primera B, conocida como Copa Águila 2000 por motivos comerciales, fue la undécima en la historia de la segunda división del fútbol profesional colombiano.

## Sistema del torneo
Los 16 equipos participantes jugaron 20 fechas, primero se dividieron en 4 grupos de 4 donde jugaron 6 fechas, luego se dividieron en 2 grupos de 8 para jugar otras 14 fechas. Los 8 primeros de la tabla de posiciones van a la siguiente ronda; donde se distribuyeron en 2 cuadrangulares de 4 equipos, en los cuales los dos primeros clasificaron a la siguiente ronda; y finalmente el cuadrangular final, en el cual el líder sería el campeón y lograría el ascenso a la Primera A en su temporada 2001.

## Datos de los clubes

### Relevo anual de clubes
| Ascendido a la Primera A                      |
| --------------------------------------------- |
| Real Cartagena (Campeón de la Primera B 1999) |

| Descendido a la Primera B                                 |
| --------------------------------------------------------- |
| Unión Magdalena (Peor promedio acumulado en la Primera A) |

| Ascendido a la Primera B |
| ------------------------ |
| Ninguno                  |

| Descendido a la Primera C |
| ------------------------- |
| Ninguno                   |

### Equipos participantes
- Desapareció Atlético Córdoba y en su lugar juega esta temporada Unión Soacha.
- Desapareció Atlético Popayán y en su lugar juega esta temporada Unión Meta.
- Palmira F. C. cambia su denominación a Expreso Palmira F. C. por motivos de patrocinio.
- Cúcuta Deportivo retoma su denominación tras llamarse Cúcuta 2001 la temporada anterior.

| Equipo                        | Entrenador                      | Ciudad/Municipio | Estadio                                |
| ----------------------------- | ------------------------------- | ---------------- | -------------------------------------- |
| Alianza Petrolera             | Eduardo Valderrama              | Barrancabermeja  | Estadio Daniel Villa Zapata            |
| Bello F. C.                   | Álvaro Restrepo                 | Bello            | Estadio Tulio Ospina                   |
| Cooperamos Tolima             | Jorge Luis Bernal               | Ibagué           | Estadio Manuel Murillo Toro            |
| C. D. Soledad                 | Juan Rodríguez                  | Barranquilla     | Romelio Martínez                       |
| Cúcuta Deportivo              | Carlos Hernández                | Cúcuta           | Estadio General Santander              |
| Deportivo Pereira             | Walter Aristizábal              | Pereira          | Estadio Hernán Ramírez Villegas        |
| Deportivo Rionegro            | Orlando Restrepo                | Rionegro         | Estadio Alberto Grisales               |
| El Cóndor                     | Hebert Armando Ríos             | Bogotá           | Estadio Campincito                     |
| Escuela Carlos Sarmiento Lora | Rodrigo Valencia Jairo Arboleda | Cali             | Estadio Olímpico Pascual Guerrero      |
| Expreso Palmira F. C.         | Eduardo Lara                    | Palmira          | Estadio Francisco Rivera Escobar       |
| Girardot F. C.                | Carlos Eduardo Gómez            | Girardot         | Estadio Luis Antonio Duque Peña        |
| Itagüí F. C.                  | Álvaro Zuluaga                  | Itagüí           | Estadio Metropolitano Ciudad de Itagüí |
| Lanceros Fair Play            | Hernán Pacheco                  | Tunja            | Estadio La Independencia               |
| Unión Magdalena               | Eduardo Julián Retat            | Santa Marta      | Estadio Eduardo Santos                 |
| Unión Meta                    | Rafael Corrales                 | Villavicencio    | Estadio Manuel Calle Lombana           |
| Unión Soacha                  | Tulio Oliveros Bernardo Chía    | Soacha           | Estadio Luis Carlos Galán Sarmiento    |

## Todos contra todos
| Pos | Equipo                        | Pts | PJ | PG | PE | PP | GF | GC | Dif |
| --- | ----------------------------- | --- | -- | -- | -- | -- | -- | -- | --- |
| 1.  | Deportivo Pereira             | 41  | 20 | 12 | 5  | 3  | 28 | 14 | 7   |
| 2.  | Expreso Palmira F. C.         | 37  | 20 | 11 | 4  | 5  | 35 | 22 | 13  |
| 3.  | Girardot F. C.                | 37  | 20 | 11 | 4  | 5  | 28 | 20 | 8   |
| 4.  | Alianza Petrolera             | 35  | 20 | 10 | 5  | 5  | 26 | 20 | 6   |
| 5.  | Deportivo Rionegro            | 33  | 20 | 10 | 3  | 7  | 31 | 28 | 3   |
| 6.  | Unión Magdalena               | 33  | 20 | 9  | 6  | 5  | 27 | 17 | 10  |
| 7.  | Cúcuta Deportivo              | 30  | 20 | 9  | 3  | 8  | 26 | 31 | -5  |
| 8.  | Unión Meta                    | 29  | 20 | 9  | 2  | 9  | 25 | 21 | 4   |
| 9.  | El Cóndor                     | 29  | 20 | 8  | 5  | 7  | 29 | 29 | 0   |
| 10. | C. D. Soledad                 | 28  | 20 | 8  | 4  | 8  | 30 | 30 | 0   |
| 11. | Itagüí F. C.                  | 25  | 20 | 6  | 7  | 7  | 24 | 26 | -2  |
| 12. | Lanceros Fair Play            | 21  | 20 | 6  | 3  | 11 | 20 | 39 | -19 |
| 13. | Bello F. C.                   | 20  | 20 | 4  | 8  | 8  | 23 | 26 | -3  |
| 14. | Escuela Carlos Sarmiento Lora | 18  | 20 | 5  | 3  | 12 | 14 | 20 | -6  |
| 15. | Unión Soacha                  | 16  | 20 | 4  | 4  | 12 | 20 | 29 | -9  |
| 16. | Cooperamos Tolima             | 14  | 20 | 4  | 2  | 14 | 12 | 26 | -14 |

 Pts=Puntos; PJ=Partidos jugados; G=Partidos ganados; E=Partidos empatados; P=Partidos perdidos; GF=Goles a favor; GC=Goles en contra; Dif=Diferencia de gol
|  | Clasificados a los cuadrangulares semifinales. |
|  | Eliminados                                     |
|  | Descendido a la Primera C.                     |

## Cuadrangulares semifinales

### Grupo A
| Pos | Equipo             | Pts | PJ | PG | PE | PP | GF | GC | Dif |
| --- | ------------------ | --- | -- | -- | -- | -- | -- | -- | --- |
| 1.  | Deportivo Rionegro | 11  | 6  | 3  | 2  | 1  | 9  | 7  | 2   |
| 2.  | Deportivo Pereira  | 10  | 6  | 2  | 4  | 0  | 6  | 4  | 2   |
| 3.  | Cúcuta Deportivo   | 8   | 6  | 2  | 2  | 2  | 5  | 5  | 0   |
| 4.  | Girardot F. C.     | 3   | 6  | 1  | 0  | 5  | 8  | 12 | -4  |

|  | Clasifican al cuadrangular final. |

### Grupo B
| Pos | Equipo                | Pts | PJ | PG | PE | PP | GF | GC | Dif |
| --- | --------------------- | --- | -- | -- | -- | -- | -- | -- | --- |
| 1.  | Unión Magdalena       | 13  | 6  | 4  | 1  | 1  | 8  | 2  | 6   |
| 2.  | Expreso Palmira F. C. | 9   | 6  | 2  | 3  | 1  | 4  | 3  | 1   |
| 3.  | Alianza Petrolera     | 6   | 6  | 1  | 3  | 2  | 4  | 6  | -2  |
| 4.  | Unión Meta            | 4   | 6  | 1  | 1  | 4  | 5  | 10 | -5  |

|  | Clasifican al cuadrangular final. |

## Cuadrangular final
| Pos | Equipo                | Pts | PJ | PG | PE | PP | GF | GC | Dif |
| --- | --------------------- | --- | -- | -- | -- | -- | -- | -- | --- |
| 1.  | Deportivo Pereira     | 15  | 6  | 5  | 0  | 1  | 10 | 4  | 6   |
| 2.  | Unión Magdalena       | 10  | 6  | 3  | 1  | 2  | 9  | 6  | 3   |
| 3.  | Expreso Palmira F. C. | 7   | 6  | 2  | 1  | 3  | 6  | 8  | -2  |
| 4.  | Deportivo Rionegro    | 3   | 6  | 1  | 0  | 5  | 5  | 12 | -7  |

 Pts=Puntos; PJ=Partidos jugados; G=Partidos ganados; E=Partidos empatados; P=Partidos perdidos; GF=Goles a favor; GC=Goles en contra; DIF=Diferencia de gol
|  | Campeón, asciende a la Primera A en 2001. |

|                                       |
| Bandera de Colombia                   |
| Campeón Deportivo Pereira 1.er título |

## Goleadores
| Jugador                 | Equipo             | Goles |
| ----------------------- | ------------------ | ----- |
| Gustavo Daniel Iturburo | Unión Magdalena    | 21    |
| Carlos Arley Sandoval   | Deportivo Rionegro | 14    |
| Pablo Jaramillo         | Deportivo Rionegro | 14    |
| Hernán Darío Cardona    | Deportivo Pereira  | 12    |
| Mauricio Ospina         | Girardot F. C.     | 11    |
| James López Galeano     | Bello F. C.        | 10    |
| Diego Álvarez           | Itagüí F. C.       | 10    |
| Rafael Arlex Castillo   | Deportivo Pereira  | 9     |
| Francisco Wittingham    | Girardot F. C.     | 9     |
| Alex Sinisterra Villa   | Alianza Petrolera  | 8     |
| Carlos Ferney Camargo   | Cúcuta Deportivo   | 8     |
| Jamerson Rentería       | C. D. Soledad      | 8     |
| Gustavo Andrade         | El Cóndor          | 8     |
| Edgar Yrustra           | Lanceros Boyacá    | 8     |